# Skukuza
Skukuza ist das Haupt-Camp des Kruger-Nationalparks in Südafrika.

## Geographie
Skukuza liegt im Osten Südafrikas in der Provinz Mpumalanga und ca. 70  Kilometer von der Grenze zu Mosambik entfernt. In der Nähe fließt der Sabie River. Nördlich des Camps liegt der gleichnamige Skukuza Airport.

## Geschichte
Das Camp hieß um 1900 Sabie Bridge, wurde aber 1936 aus dem Wort Sikhukhuza, das aus der Shangaan-Sprache stammt, in Skukuza umbenannt. Der Name bedeutet sinngemäß „Neuer Besen“ und ist als Spitzname für James Stevenson-Hamilton, dem ersten Wildparkaufseher der Sabie Game Reserve, gedacht, der das Gebiet von den nachteiligen Einflüssen der Wilderer und Gesetzlosen befreite. Heute bietet Skukuza mehr als 1000 Besuchern eine Übernachtungsmöglichkeit. Das Camp ist Ausgangspunkt für Safaris und besitzt außerdem einen 9-Loch-Golfplatz.

## Fauna
Hauptattraktion von Skukuza sind Safaris mit Geländewagen in die Umgebung, bei denen eine große Anzahl verschiedener Tierarten in ihren natürlichen Lebensräumen beobachtet werden können. Dazu zählen auch die Big Five (Elefant, Nashorn, Büffel, Löwe und Leopard).

## Galerie

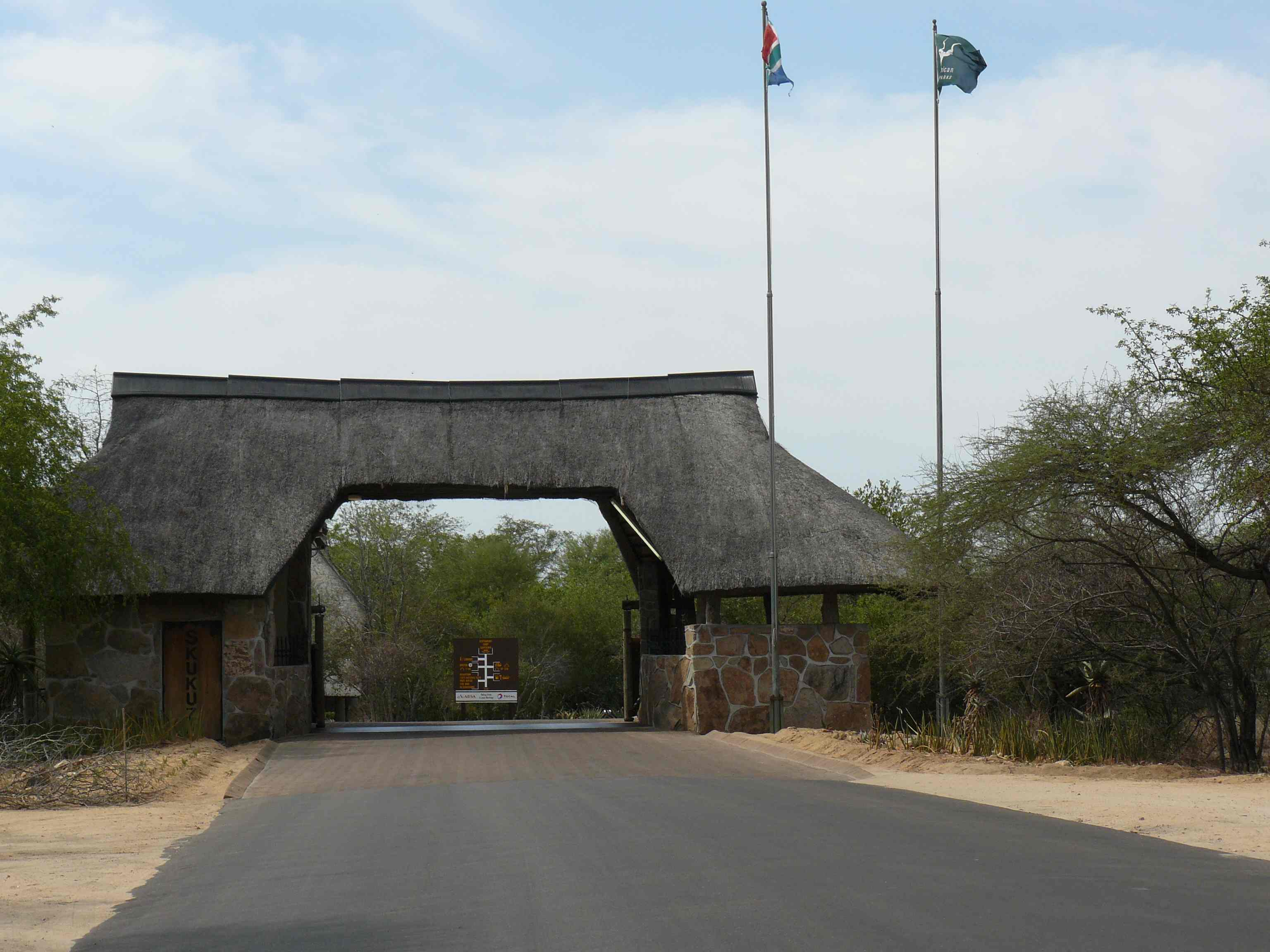
Eingang nach Skukuza
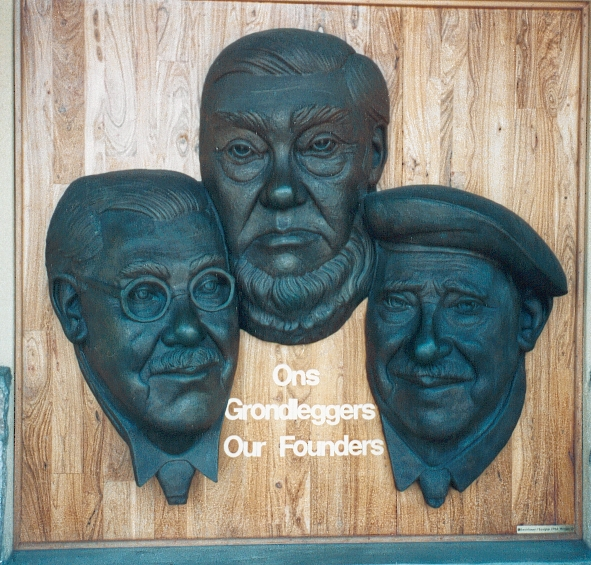
Büsten von Paul Kruger (Mitte), Pieter Grobler (links) und James Stevenson-Hamilton (rechts) in Skukuza
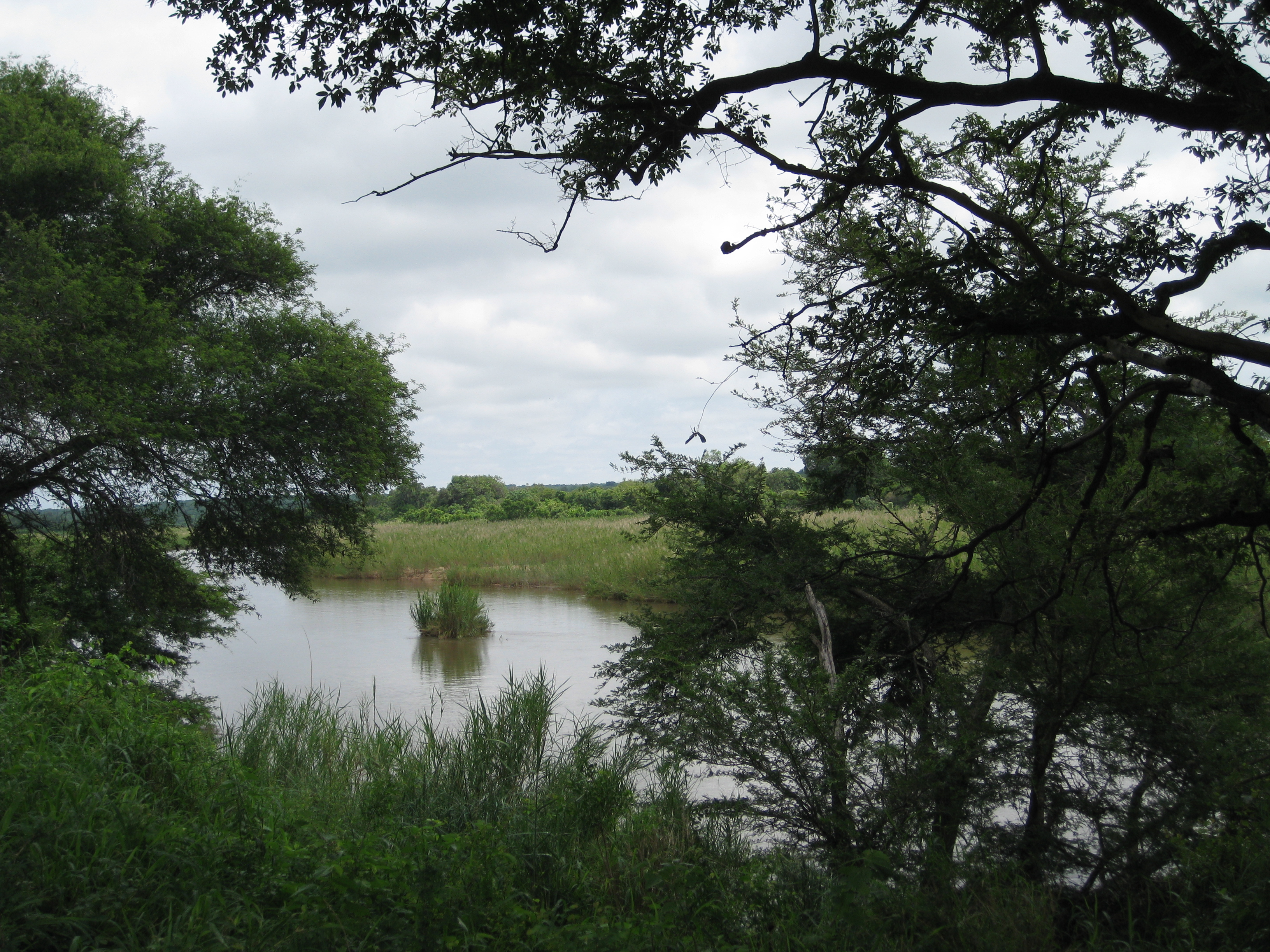
Der Sabie River bei Skukuza
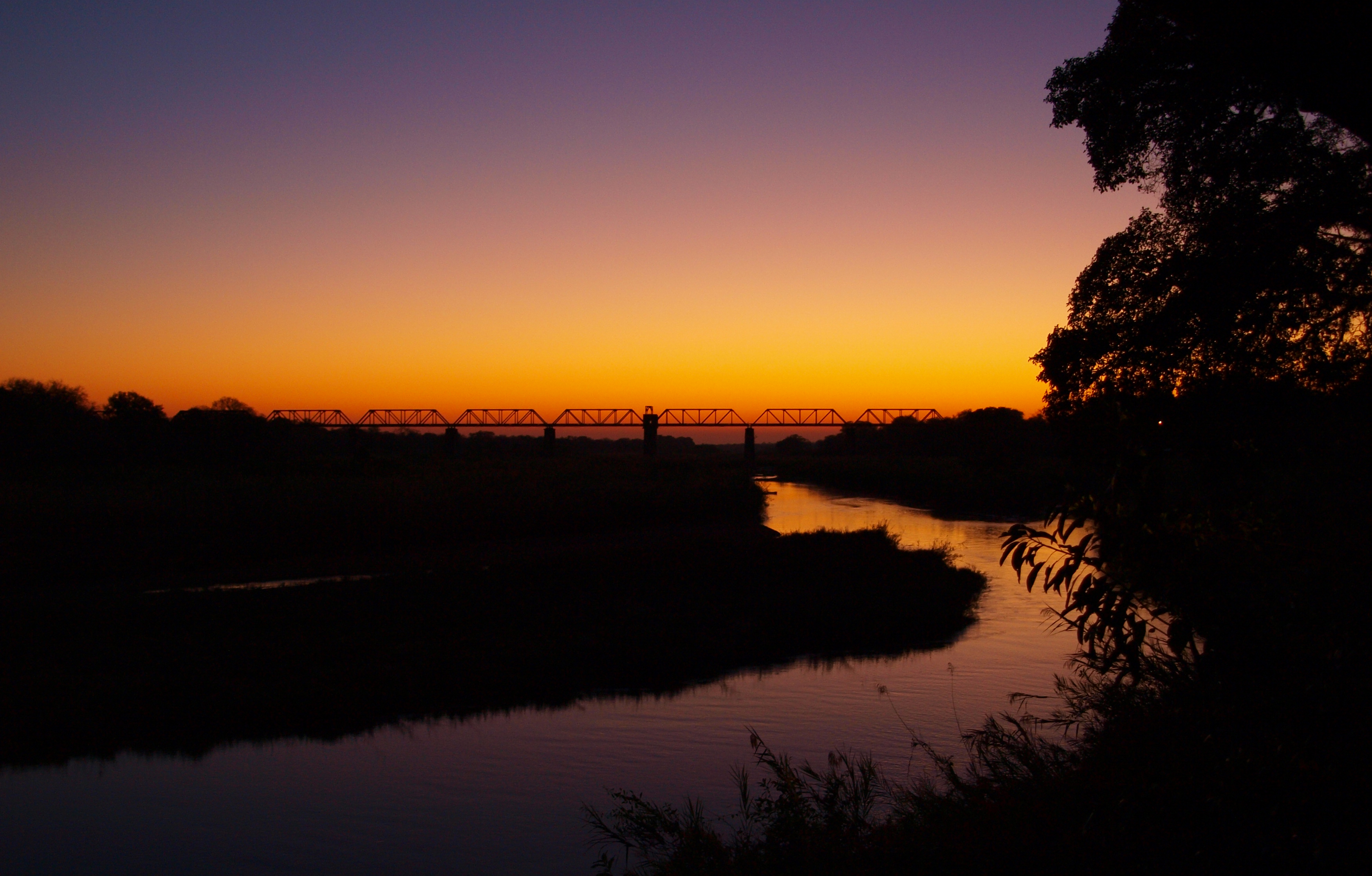
Sonnenaufgang im Camp Skukuza